# Copa de Campeones de la Concacaf 2006
La Copa de Campeones de 2006 fue la cuadragésima primera edición de la Copa de Campeones de la Concacaf, torneo de fútbol a nivel de clubes más importante de Norteamérica, Centroamérica y el Caribe organizado por la Concacaf. El torneo comenzó el 22 de febrero y culminó el 19 de abril de 2006.
El campeón fue el América de México, derrotando en la final al Toluca también de México. Gracias a ello, representó a la confederación en la Copa Mundial de Clubes 2006.

## Equipos participantes
| País                   | Equipo                                    | Clasificación                                                                                         |
| ---------------------- | ----------------------------------------- | --- |
| México 2 cupos         | Club América Deportivo Toluca             | Campeón del Clausura 2005 Campeón del Apertura 2005                                                   |
| Estados Unidos 2 cupos | Los Angeles Galaxy New England Revolution | Campeón de la MLS Cup 2005 Subcampeón de la MLS Cup 2005                                              |
| Costa Rica 2 cupos     | L.D. Alajuelense Deportivo Saprissa       | Campeón de la Copa Interclubes de la Uncaf 2005 Tercer puesto de la Copa Interclubes de la Uncaf 2005 |
| Jamaica 1cupo          | Portmore United                           | Campeón del Campeonato de Clubes de la CFU 2005                                                       |
| Honduras 1 cupo        | C.D. Olimpia                              | Subcampeón de la Copa Interclubes de la Uncaf 2005                                                    |

## Cuadro de desarrollo
Los cuatro equipos calificados se unen a los 4 equipos norteamericanos (dos de México y dos de Estados Unidos) se dividen en cuatro grupos. Jugarán ida y vuelta. Los equipos con mejor marcador global avanzaran a cuartos de final y así hasta obtener el campeonato.
|  | Cuartos de final                                             | Cuartos de final                                             | Cuartos de final                                             | Cuartos de final                                             |   |             | Semifinales                                                 | Semifinales                                                 | Semifinales                                                 | Semifinales                                                 |  |        | Final                                                  | Final                                                  | Final                                                  | Final                                                  |  |
|  | 22 y 23 de febrero de 2006 (ida) 8 de marzo de 2006 (vuelta) | 22 y 23 de febrero de 2006 (ida) 8 de marzo de 2006 (vuelta) | 22 y 23 de febrero de 2006 (ida) 8 de marzo de 2006 (vuelta) | 22 y 23 de febrero de 2006 (ida) 8 de marzo de 2006 (vuelta) |   |             | 22 y 23 de marzo de 2006 (ida) 29 de marzo de 2006 (vuelta) | 22 y 23 de marzo de 2006 (ida) 29 de marzo de 2006 (vuelta) | 22 y 23 de marzo de 2006 (ida) 29 de marzo de 2006 (vuelta) | 22 y 23 de marzo de 2006 (ida) 29 de marzo de 2006 (vuelta) |  |        | 12 de abril de 2006 (ida) 19 de abril de 2006 (vuelta) | 12 de abril de 2006 (ida) 19 de abril de 2006 (vuelta) | 12 de abril de 2006 (ida) 19 de abril de 2006 (vuelta) | 12 de abril de 2006 (ida) 19 de abril de 2006 (vuelta) |  |
|  |                                                              |                                                              |                                                              |                                                              |   |             |                                                             |                                                             |                                                             |                                                             |  |        |                                                        |                                                        |                                                        |                                                        |  |
|  |                                                              |                                                              |                                                              |                                                              |   |             |                                                             |                                                             |                                                             |                                                             |  |        |                                                        |                                                        |                                                        |                                                        |  |
|  | Los Angeles Galaxy                                           | 0                                                            | 2                                                            | 2                                                            |   |             |                                                             |                                                             |                                                             |                                                             |  |        |                                                        |                                                        |                                                        |                                                        |  |
|  | Los Angeles Galaxy                                           | 0                                                            | 2                                                            | 2                                                            |   |             |                                                             |                                                             |                                                             |                                                             |  |        |                                                        |                                                        |                                                        |                                                        |  |
|  | Saprissa (pró.)                                              | 0                                                            | 3                                                            | 3                                                            |   |             |                                                             |                                                             |                                                             |                                                             |  |        |                                                        |                                                        |                                                        |                                                        |  |
|  | Saprissa (pró.)                                              | 0                                                            | 3                                                            | 3                                                            |   | Toluca      | 2                                                           | 2                                                           | 4                                                           |                                                             |  |        |                                                        |                                                        |                                                        |                                                        |  |
|  |                                                              |                                                              |                                                              |                                                              |   | Toluca      | 2                                                           | 2                                                           | 4                                                           |                                                             |  |        |                                                        |                                                        |                                                        |                                                        |  |
|  |                                                              |                                                              | Saprissa                                                     | 0                                                            | 3 | 3           |                                                             |                                                             |                                                             |                                                             |  |        |                                                        |                                                        |                                                        |                                                        |  |
|  | Olimpia                                                      | 0                                                            | Saprissa                                                     | 0                                                            | 3 | 3           | 1                                                           | 1                                                           |                                                             |                                                             |  |        |                                                        |                                                        |                                                        |                                                        |  |
|  | Olimpia                                                      | 0                                                            |                                                              |                                                              |   |             |                                                             |                                                             |                                                             |                                                             |  |        |                                                        |                                                        |                                                        |                                                        |  |
|  | Toluca                                                       | 2                                                            | 2                                                            | 4                                                            |   |             |                                                             |                                                             |                                                             |                                                             |  |        |                                                        |                                                        |                                                        |                                                        |  |
|  | Toluca                                                       | 2                                                            | 2                                                            | 4                                                            |   |             |                                                             |                                                             |                                                             |                                                             |  | Toluca | 0                                                      | 1                                                      | 1                                                      |                                                        |  |
|  |                                                              |                                                              |                                                              |                                                              |   |             |                                                             |                                                             |                                                             |                                                             |  | Toluca | 0                                                      | 1                                                      | 1                                                      |                                                        |  |
|  |                                                              |                                                              | América (pró.)                                               | 0                                                            | 2 | 2           |                                                             |                                                             |                                                             |                                                             |  |        |                                                        |                                                        |                                                        |                                                        |  |
|  | New England Revolution                                       | 0                                                            | América (pró.)                                               | 0                                                            | 2 | 2           | 0                                                           | 0                                                           |                                                             |                                                             |  |        |                                                        |                                                        |                                                        |                                                        |  |
|  | New England Revolution                                       | 0                                                            |                                                              |                                                              |   |             |                                                             |                                                             |                                                             |                                                             |  |        |                                                        |                                                        |                                                        |                                                        |  |
|  | Alajuelense                                                  | 0                                                            | 1                                                            | 1                                                            |   |             |                                                             |                                                             |                                                             |                                                             |  |        |                                                        |                                                        |                                                        |                                                        |  |
|  | Alajuelense                                                  | 0                                                            | 1                                                            | 1                                                            |   | Alajuelense | 1                                                           | 0                                                           | 1                                                           |                                                             |  |        |                                                        |                                                        |                                                        |                                                        |  |
|  |                                                              |                                                              |                                                              |                                                              |   | Alajuelense | 1                                                           | 0                                                           | 1                                                           |                                                             |  |        |                                                        |                                                        |                                                        |                                                        |  |
|  |                                                              |                                                              | América                                                      | 2                                                            | 0 | 2           |                                                             |                                                             |                                                             |                                                             |  |        |                                                        |                                                        |                                                        |                                                        |  |
|  | Portmore United                                              | 1                                                            | América                                                      | 2                                                            | 0 | 2           | 2                                                           | 3                                                           |                                                             |                                                             |  |        |                                                        |                                                        |                                                        |                                                        |  |
|  | Portmore United                                              | 1                                                            |                                                              |                                                              |   |             |                                                             |                                                             |                                                             |                                                             |  |        |                                                        |                                                        |                                                        |                                                        |  |
|  | América                                                      | 2                                                            | 5                                                            | 7                                                            |   |             |                                                             |                                                             |                                                             |                                                             |  |        |                                                        |                                                        |                                                        |                                                        |  |
|  | América                                                      | 2                                                            | 5                                                            | 7                                                            |   |             |                                                             |                                                             |                                                             |                                                             |  |        |                                                        |                                                        |                                                        |                                                        |  |
|  |                                                              |                                                              |                                                              |                                                              |   |             |                                                             |                                                             |                                                             |                                                             |  |        |                                                        |                                                        |                                                        |                                                        |  |

### Cuartos de final
| 23 de febrero de 2006 | Los Angeles Galaxy | 0:0 | Saprissa | Dignity Health Sports Park, Carson                                |  |
|                       |                    |     |          | Asistencia: 8103 espectadores Árbitro(s): Marco Antonio Rodríguez |  |

| 8 de marzo de 2006 | Saprissa                                                   | 3:2 (2:2, 0:2) (1:0 t. s.) | Los Angeles Galaxy                    | Estadio Ricardo Saprissa Aymá, San José |                               |
|                    | Walter Centeno 46' · Alonso Solís 56' · Reynaldo Parks 95' |                            | Josh Gardner 20' · Landon Donovan 40' | Árbitro(s): Armando Archundia           | Árbitro(s): Armando Archundia |

| 22 de febrero de 2006 | Olimpia | 0:2 (0:1) | Toluca                                 | Estadio Nacional de Tegucigalpa, Tegucigalpa           |                                                        |
|                       |         |           | Rodrigo Díaz 37' · José Cruzalta 90+1' | Asistencia: 14 306 espectadores Árbitro(s): Brian Hall | Asistencia: 14 306 espectadores Árbitro(s): Brian Hall |

| 8 de marzo de 2006 | Toluca                                 | 2:1 (0:1) | Olimpia                 | Estadio Nemesio Díez, Toluca de Lerdo |                         |
|                    | Ariel Rosada 47' · Carlos Esquivel 53' |           | Juan Manuel Cárcamo 21' | Árbitro(s): Kevin Stott               | Árbitro(s): Kevin Stott |

| 22 de febrero de 2006 | New England Revolution | 0:0 | Alajuelense | Estadio Nacional de las Bermudas, Hamilton       |  |
|                       |                        |     |             | Asistencia: 1500 espectadores Árbitro(s): Hu Liu |  |

| 8 de marzo de 2006 | Alajuelense          | 1:0 (0:0) | New England Revolution | Estadio Alejandro Morera Soto, Alajuela |                               |
|                    | Carlos Hernández 90' |           |                        | Árbitro(s): Peter Prendergast           | Árbitro(s): Peter Prendergast |

| 22 de febrero de 2006 | Portmore United  | 1:2 (0:0) | América                                          | Minute Maid Park, Houston                                   |                                                             |
|                       | Kemeel Wolfe 53' |           | Christian Giménez 60' (pen.) · Aaron Padilla 73' | Asistencia: 15 000 espectadores Árbitro(s): Michael Kennedy | Asistencia: 15 000 espectadores Árbitro(s): Michael Kennedy |

| 8 de marzo de 2006 | América                                                                   | 5:2 (1:1) | Portmore United                          | Estadio Azteca, Ciudad de México                          |                                                           |
|                    | Aaron Padilla 4' 56' 90+1' · Santiago Fernández 57' · Diego Cervantes 80' |           | Anthony Bennett 24' · Jason Morrison 82' | Asistencia: 2000 espectadores Árbitro(s): Rodolfo Sibrian | Asistencia: 2000 espectadores Árbitro(s): Rodolfo Sibrian |

### Semifinales
| 22 de marzo de 2006 | Toluca                  | 2:0 (1:0) | Saprissa | Estadio Nemesio Díez, Toluca de Lerdo |                          |
|                     | Carlos Esquivel 22' 62' |           |          | Árbitro(s): Terry Vaughn              | Árbitro(s): Terry Vaughn |

| 29 de marzo de 2006 | Saprissa                                                          | 3:2 (0:0) | Toluca                                          | Estadio Ricardo Saprissa, San José |                               |
|                     | Randall Azofeifa 47' · Álvaro Saborío 56' · Gerald Drummond 90+1' |           | Ismael Valadéz 59' · Vicente Martín Sánchez 90' | Árbitro(s): Peter Prendergast      | Árbitro(s): Peter Prendergast |

| 23 de marzo de 2006 | Alajuelense     | 1:2 (0:0) | América                             | Estadio Alejandro Morera, Alajuela                     |                                                        |
|                     | Erick Scott 67' |           | Irênio Soares 65' · Kléber Boas 76' | Asistencia: 18 000 espectadores Árbitro(s): Brian Hall | Asistencia: 18 000 espectadores Árbitro(s): Brian Hall |

| 29 de marzo de 2006 | América | 0:0 | Alajuelense | Estadio Azteca, Ciudad de México                           |  |
|                     |         |     |             | Asistencia: 4000 espectadores Árbitro(s): Mauricio Navarro |  |

### Final

#### Ida
| 12 de abril de 2006 | Toluca | 0:0 | América | Estadio Nemesio Díez, Toluca de Lerdo                   |  |
|                     |        |     |         | Asistencia: 20 000 espectadores Árbitro(s): José Pineda |  |

#### Vuelta
| 19 de abril de 2006 | América                               | 2:1 (0:0; 0:0) (2:1 t. s.) | Toluca                   | Estadio Azteca, Ciudad de México                        |                                                         |
|                     | Kléber Boas 106' · Duilio Davino 115' | Reporte                    | Paulo César Da Silva 92' | Asistencia: 105 000 espectadores Árbitro(s): Brian Hall | Asistencia: 105 000 espectadores Árbitro(s): Brian Hall |

| Bandera de México         |
| Campeón América 5° título |

## Goleadores
| Jugador         | Equipo  | Goles |
| --------------- | ------- | ----- |
| Aarón Padilla   | América | 4     |
| Carlos Esquivel | Toluca  | 3     |
| Kléber Boas     | América | 2     |